# 시모노시로역
시모노시로역(일본어: 下野代駅)은 일본 미에현 구와나시에 위치한 요로 철도 요로 선의 철도역이다. 단선 승강장 1면 1선의 구조를 갖춘 지상역이다.

## 이용 현황
| 연도 | 승차 인원 |
| ---- | --------- |
| 1997 | 338       |
| 1998 | 314       |
| 1999 | 295       |
| 2000 | 273       |
| 2001 | 264       |
| 2002 | 256       |
| 2003 | 232       |
| 2004 | 230       |
| 2005 | 237       |
| 2006 | 249       |
| 2007 |           |
| 2008 | 237       |
| 2009 | 191       |
| 2010 | 181       |
| 2011 | 173       |
| 2012 | 169       |
| 2013 | 218       |
| 2014 | 151       |
| 2015 | 134       |
| 2016 | 158       |

## 역 주변
- 국도 제258호선
- 나가라강
- 이비강
- 히가시메이한 자동차도 구와나히가시 나들목

## 역사
- 1920년 6월 1일 : (구) 요로 철도의 구와나 - 다도 간에 신설 개업.
- 1922년 6월 13일 : 합병에 의해 이비가와 전기의 역이 됨.
- 1928년 4월 6일 : 분리 양도에 의해 요로 전기 철도의 역이 됨.
- 1929년 10월 1일 : 합병에 의해 이세 전기 철도 요로 선의 역이 됨.
- 1936년 5월 20일 : 분리 양도에 의해 요로 전철의 역이 됨.
- 1940년 8월 1일 : 합병에 의해 산구 급행 전철의 역이 됨.
- 1941년 3월 15일 : 오사카 전기 궤도와의 합병에 의해 간사이 급행 철도의 역이 됨.
- 1944년 6월 1일 : 난카이 철도(현재 난카이 전기 철도의 전신)와의 합병에 의해 긴키 닛폰 철도의 역이 됨.
- 1971년 12월 : 교환 설비 폐지.
- 2007년 10월 1일 : 긴테쓰로부터의 경영 분리에 의해, (신) 요로 철도의 역이 됨.

## 인접 역
| 요로 철도 요로 선      | 요로 철도 요로 선 | 요로 철도 요로 선 |
| ---------------------- | ----------------- | ----------------- |
| 시모후카야 구와나 방면 | ■ 요로 선         | 다도 이비 방면    |